# Amt Sendenhorst
Das Amt Sendenhorst war ein Amt im Kreis Beckum in Nordrhein-Westfalen mit Sitz in Sendenhorst. Durch das Münster/Hamm-Gesetz wurde das Amt zum 1. Januar 1975 aufgelöst.

## Geschichte
Im Rahmen der Einführung der Landgemeindeordnung für die Provinz Westfalen wurde 1844 im Kreis Beckum erstmals ein Amt Sendenhorst gegründet. Es bestand aus der Stadt Sendenhorst und der Gemeinde Kirchspiel Sendenhorst, hatte aber nur kurzzeitig Bestand und wurde 1851 wieder aufgelöst. Die Stadt Sendenhorst war seitdem amtsfrei und die Gemeinde Kirchspiel Sendenhorst kam zum Amt Vorhelm.
Aus der Stadt Sendenhorst und der bis dahin zum Amt Vorhelm gehörenden Gemeinde Kirchspiel Sendenhorst wurde am 1. April 1955 erneut ein Amt Sendenhorst gebildet. Zum 1. Januar 1968 wurde die Gemeinde Kirchspiel Sendenhorst in die Stadt Sendenhorst eingemeindet. Die Gemeinden Enniger und Vorhelm aus dem aufgelösten Amt Vorhelm kamen zum Amt Sendenhorst hinzu.
Durch das Münster/Hamm-Gesetz wurden zum 1. Januar 1975 Vorhelm in die Stadt Ahlen und Enniger nach Ennigerloh eingemeindet.
Das Amt Sendenhorst wurde aufgelöst. Rechtsnachfolger des Amtes ist die Stadt Sendenhorst.